# Pierre van Ryneveld
Sir Pierre van Ryneveld, KBE, CB, DSO, MC, južnoafriški general, * 1891, † 1972.
Van Ryneveld je bil načelnik Zveznih obrambnih sil med letoma 1933 in 1949.

## Odlikovanja
- vitez britanskega imperija
- Distinguished Service Order
- Military Cross